# جوزيف واريوبا
جوزيف واريوبا (من مواليد 3 سبتمبر 1940) شغل منصب رئيس وزراء تنزانيا من عام 1985 إلى عام 1990. علاوة على ذلك شغل في نفس الوقت منصب نائب رئيس البلاد. كما شغل منصب قاضٍ في محكمة العدل لشرق إفريقيا، ورئيسًا للجنة مراجعة الدستور التنزانية منذ عام 2012.
ولد في بوندا تنزانيا. تخرج من جامعة شرق إفريقيا في دار السلام، تنزانيا عام 1966. من عام 1966 إلى عام 1968 عمل كمحامي دولة في دار السلام، ومن عام 1968 إلى عام 1970 كمحام لمجلس المدينة. في عام 1970 تخرج من أكاديمية لاهاي للقانون الدولي. من عام 1976 إلى عام 1983 شغل منصب المدعي العام لتنزانيا. من عام 1983 حتى انتخابه رئيسا للوزراء شغل منصب وزير العدل.
بعد توليه منصب رئيس الوزراء شغل منصب قاضٍ في المحكمة الدولية لقانون البحار ومقرها هامبورغ ألمانيا من عام 1996 إلى عام 1999. علاوة على ذلك في عام 1996 عينه الرئيس بنجامين مكابا رئيسًا للجنة الرئاسية ضد الحكومة الفساد، والمعروف باسم لجنة واريوبا.
تم اختيار واريوبا لقيادة مجموعة مراقبي الكومنولث في أبريل 2007 الانتخابات النيجيرية. وقد أعطى تقييماً إيجابياً للانتخابات، معتبراً إياها تقدمًا بينما قال أيضًا أن هناك مخالفات.
تم تعيين واريوبا في نوفمبر 2016 من قبل رئيس تنزانيا جون ماجوفولي كمستشار لجامعة سوكوين للزراعة في موروجورو، تنزانيا.